# Yasir Al-Fahmi
Yasser Hussein Al-Fahmi (La Mecca, 20 dicembre 1991) è un calciatore saudita, attaccante svincolato.

## Statistiche carriera
Statistiche aggiornate al 12 aprile 2018.
| Stagione        | Squadra         | Campionato      | Campionato | Campionato | Coppe nazionali | Coppe nazionali | Coppe nazionali | Coppe continentali | Coppe continentali | Coppe continentali | Altre coppe | Altre coppe | Altre coppe | Totale | Totale |
| Stagione        | Squadra         | Comp            | Pres       | Reti       | Comp            | Pres            | Reti            | Comp               | Pres               | Reti               | Comp        | Pres        | Reti        | Pres   | Reti   |
| --------------- | --------------- | --------------- | ---------- | ---------- | --------------- | --------------- | --------------- | ------------------ | ------------------ | ------------------ | ----------- | ----------- | ----------- | ------ | ------ |
| 2011-2012       | Al-Ahli         | SPL             | 8          | 0          | KCC+SCC         | 5+3             | 1+2             | ACL                | 5                  | 0                  | -           | -           | -           | 21     | 3      |
| 2012-2013       | Al-Ahli         | SPL             | 1          | 1          | KCC+SCC         | 0               | 0               | ACL                | 1                  | 0                  | -           | -           | -           | 2      | 1      |
| 2013-2014       | Al-Ahli         | SPL             | 1          | 0          | KCC+SCC         | 0               | 0               | -                  | -                  | -                  | -           | -           | -           | 1      | 0      |
| 2014-2015       | Al-Ahli         | SPL             | 0          | 0          | KCC+SCC         | 0               | 0               | ACL                | 0                  | 0                  | -           | -           | -           | 0      | 0      |
| 2015-2016       | Al-Ahli         | SPL             | 0          | 0          | KCC+SCC         | 0               | 0               | ACL                | 0                  | 0                  | -           | -           | -           | 0      | 0      |
| Totale Al-Ahli  | Totale Al-Ahli  | Totale Al-Ahli  | 10         | 1          |                 | 7               | 3               |                    | 6                  | 1                  |             | -           | -           | 23     | 5      |
| 2016-2017       | Al-Wahda        | SPL             | 8          | 0          | KCC+SCC         | 1+0             | 0+0             | -                  | -                  | -                  | -           | -           | -           | 9      | 0      |
| 2017-2018       | Al-Batin        | SPL             | 1          | 0          | KCC             | 0               | 0               | -                  | -                  | -                  | -           | -           | -           | 1      | 0      |
| Totale carriera | Totale carriera | Totale carriera | 19         | 1          |                 | 8               | 3               |                    | 6                  | 0                  |             | -           | -           | 33     | 4      |